# Sredozemni galeb
Sredozemni galeb (lat. Ichthyaetus audouinii) veliki je galeb rasprostranjen na Mediteranu i zapadnoj obali Saharske Afrike i Iberijskog poluotoka. Ime roda potječe od starogrčkog ikhthus, "riba" i aetos, "orao", a specifični naziv audouinii i engleski naziv (Audouin's gull, Audoinov galeb) su u čast francuskog prirodoslovca Jean Victoire Audouina.
Razmnožava se na malim otocima u kolonijama ili sam, polažući 2-3 jaja na prizemno gnijezdo. Kao što je slučaj s mnogim galebovima, tradicionalno je bio smješten u rod Larus.
Krajem 1960-ih, ovo je bio jedan od najrjeđih galebova na svijetu, s populacijom od samo 1.000 parova. Uspostavio je nove kolonije, ali i dalje je rijedak s populacijom od oko 10 000 parova.
Ova vrsta, za razliku od mnogih velikih galebova, rijetko strvinari, ali je specijalizirana za ribe i stoga je strogo primorska i pelagična. Hrani se noću, često na moru, daleko od obale, ali i na plažama.
Odrasla ptica u osnovi nalikuje mladom srebrnastom galebu, a najuočljivije su razlike kratka crveni kljun i "biserni niz" na vrhovima bijelih primarnih krila, a ne velika "zrcala" kao kod nekih drugih vrsta. Noge su sivozelene. Odraslo perje dobiva s četiri godine.
Ova vrsta pokazuje malu tendenciju skitanja iz svojih mjesta gniježđenja, ali postojali su pojedinačni zapisi u Nizozemskoj i Engleskoj u svibnju 2003., i jedan vezan za period od prosinca 2016. do travnja 2017. u Trinidadu.
Sredozemni galeb jedna je od vrsta na koju se odnosi Sporazum o očuvanju afričko-euroazijskih selica vodenih ptica (AEWA).

## Vanjske poveznice
- Podatci o vrsti Ichthyaetus audouinii sa stranice BirdLife
- Ichthyaetus audouinii. Avibase
- Mediji za Sredozemni galeb. Internet Bird Collection
- Galerija slika na temu Sredozemni galeb na stranici VIREO (Sveučilište Drexel)
- Interaktivna karta za Larus audouinii na IUCN-ovim kartama za Crveni popis
- Zvukovne snimke na temu Audouin's gull na stranici Xeno-canto.
- Ichthyaetus audouinii u  galeriji Field Guide: Birds of the World na Flickru

### Ostali projekti
|  | Zajednički poslužitelj ima stranicu o temi Ichthyaetus audouinii    |
|  | Zajednički poslužitelj ima još gradiva o temi Ichthyaetus audouinii |
|  | Wikivrste imaju podatke o taksonu Ichthyaetus audouinii             |